# Contea di Butte (California)
La contea di Butte, in inglese Butte County, è una contea dello Stato della California, negli Stati Uniti. La popolazione al censimento del 2000 era di 203 171 abitanti (che nel 2003 sarebbero aumentati a 210 400). Il capoluogo di contea è Oroville.

## Geografia fisica
La contea si trova nel centro-nord dello Stato, nella Central Valley a nord di Sacramento. L'U.S. Census Bureau certifica che l'estensione della contea è di 4344 km², di cui 4246 km² composti da terra e i rimanenti 98 km² composti di acqua. A est si innalza la Sierra Nevada. Tra i fiumi presenti si segnalano il Feather River ed il Sacramento, che segna parte del confine ovest. Il Butte Creek ed il Big Chico Creek sono affluenti del Sacramento. Nella contea si trovano inoltre le cascate chiamate Feather Falls, al sesto posto come grandezza tra le cascate degli Stati Uniti.

### Contee confinanti
- Contea di Tehama - nord
- Contea di Plumas - est
- Contea di Yuba - sud-est
- Contea di Sutter - sud
- Contea di Colusa - sud-ovest
- Contea di Glenn - ovest

## Storia
La contea di Butte è una delle 27 contee originarie della California e fu costituita nel 1850. Fu chiamata così per i Marysville Buttes (o Sutter Buttes) che si trovano nell'area. Parte del territorio della contea è stato ceduto nel 1854 alla contea di Plumas e nel 1856 alla contea di Tehama.

## Infrastrutture e trasporti

### Principali strade ed autostrade
- California State Route 32
- California State Route 70
- California State Route 99

## Comuni
L'unica town è Paradise.

### Cities
- Biggs
- Chico
- Gridley
- Oroville (capoluogo)

### Città fantasma
Ci sono otto città fantasma, tra cui Hamilton e Bidwell's Bar.